# Christian Julius Hansen
Christian Julius Hansen, född 6 maj 1814 i Köpenhamn, död där 15 mars 1875, var en dansk musiker.
Hansen studerade vid Giuseppe Sibonis musikkonservatorium, främst under Johan Peter Emilius Hartmann. År 1840 konkurrerade han tillsammans med Niels W. Gade och Edvard Helsted till den av Musikforeningen utställda prisuppgiften (en ouvertyr) och erhöll hedersomnämnande av de två domarna (Louis Spohr och Friedrich Schneider). Snart fick han dock olika praktiska tjänster, som hämmade hans verksamhet som tonsättare, 1845 blev han organist vid Garnisonskirken och 1851 klockare vid samma kyrka. 
Störst betydelse hade Hansen som dirigent i Studenter-Sangforeningen (från 1848). Under denna tid tillkom hans operettparodier Leonora di Massa Carrara, Kong Rosmer (med menuetten "Ullen dullen dof"), La massacrata och Vandmøllen i Apenninerne, samt musik till olika komedier av Jens Christian Hostrup och en rad kvartettsånger, av vilka främst två utmärker sig, Dejlige Øresund och Lille Karen. Hans gode vän, Fredrik VII, utnämnde honom 1852 till kunglig kammarmusiker. Av hans övriga kompositioner kan nämnas ett par kantater (Sørgekantate over Frederik VII samt Ved Frimurerlogens Indvielse) och körstycket En Vårdag.